# Pokémon 3
Pokémon 3: Unowns förtrollning är den tredje långfilmen om Pokémonvärlden, skapad av Michael Haigney och Kunihiko Yuyama. Medverkande är bland andra Dick Eriksson (Ash), Andreas Nilsson (James), Mattias Knave (Brock) och Anna Book (Misty). Filmen brukar allmänt ses som den bästa i serien av fansen, på grund av kvalitén på animationen och den tragiska historien.
Den svenska temalåten framfördes av Fredrik Swahn och Sarah Dawn Finer.

## Handling

### Pikachu & Pichu
Precis som de tidigare filmerna inleds det hela med en kortare film, denna gång om Pikachu och Pichu, två besläktade Pokémon.

### Huvudfilmen
Forskaren Spencer Hale från Greenfield har ägnat sitt liv till att studera och söka efter den mystiska varelsen Unown. Precis efter att Professor Hale gjort ett stort arkeologiskt fynd i en uråldrig ruin, försvinner han helt plötsligt utan spår. Hans femåriga dotter Molly lämnas då ensam kvar, utan varken far eller mor. Den unga Molly försöker lösa mysteriet med sin försvunna far, men istället stöter hon på Unown, den mystiska Pokémon hennes far letade efter när han försvann.
Unown, med kraften att manipulera verkligheten, använder sin förmåga för att uppfylla alla Mollys drömmar. Med Unowns krafter förvandlar den fantasifulla Molly sin familjs herrgård till ett palats av kristall, där hon stänger in sig från omvärlden. För att lindra sin ensamhet önskar sig Molly en ny pappa, vilket Unown svarar genom att framkalla den legendariska besten Entei för att vaka över henne.
Samtidigt är vår huvudkaraktär Ash Ketchum och hans mamma Delia på besök i Greenfield. De upptäcker att stora delar av det underbara landskapet har förvandlats till kristall, som nu hotar att sluka upp hela omgivningen. Molly, som nu också vill ha en ny mor, ber Entei att kidnappa Ashs mamma. Tillsammans med sina vänner blir Ash tvungen att smita sig in i det enorma kristallpalatset för att rädda sin mamma, och även Molly, undan Unowns förtrollning.

## Röster
- Dick Eriksson - Ash
- Anna Book - Misty / Konstapel Jenny
- Ikue Ôtani - Pikachu
- Pernilla Wahlgren - Delia
- Therese Reuterswärd - Molly Hale
- Steve Kratz - Entei / Hale
- Mattias Knave - Brock
- Annelie Berg - Jessie
- Andreas Nilsson - James
- Linus Wahlgren - Meowth
- Hans Wahlgren - Professor Oak / Berättaren
- Nick Atkinson - Shuyler
- Eleonor Telcs - Lisa
- Niclas Wahlgren - Tracy
- Maria Rydberg - Reportern
- Yumi Tōma - Yngre Pichu - Ester Sjögren
- Satomi Kōrogi - Äldre Pichu
- Tara Sands - Bulbasaur / Teddiursa / Phanpy
- Satomi Koorogi - Togepi
- Shin'ichirô Miki - Onix
- Sarah Dawn Finer - Sånger[4]

## Kuriosa
- Det finns olika uppfattning om huruvida Unown ska ses som en legendarisk Pokémon eller ej.[5]
- Entei är en av de tre legendariska bestarna, de andra två är Raikou och Suicune.[6]
- Sean Connery blev erbjuden att dubba Spencer Hales röst men tackade nej till erbjudandet.
- Detta var den sista Pokémon-filmen som gick upp på svenska biografer.